# 刺葉燄蘚
刺葉燄蘚（学名：Pyrrhobryum spiniforme）为檜蘚科燄蘚屬下的一个种。